# Airai
Airai ist ein administrativer „Staat“ (eine Verwaltungseinheit) der westpazifischen Inselrepublik Palau.
Das rund 49 km² große Gebiet besteht aus sechs Dörfern (hamlets) und nimmt den Süden der palauischen Hauptinsel Babeldaob sowie einige südöstlich vorgelagerte Inseln ein. Im Jahr 2020 zählte der Staat 2529 Einwohner. Hauptort ist das an der Südküste gelegene Dorf Airai, auch Ordomel oder Irrai genannt, mit etwa 600 Einwohnern (Stand: 2004). Weitere Dörfer sind Ngetkib, Ngeruluobel and Ngerusar im Südwesten und Ngchesechang und Oikull im Osten des Staates.
Im Verwaltungsgebiet Airai liegt auch der internationale Flughafen von Palau, der heute Roman Tmetuchl International Airport heißt.
Zur südwestlich angrenzenden Insel Koror führt von Ngetkib ein 1000 Meter langer Fahrdamm nebst der etwa 400 Meter langen Koror–Babeldaob Bridge.